# Yeso ortopédico
Un yeso ortopédico, o simplemente yeso, es una coraza, frecuentemente hecha de yeso o fibra de vidrio, que recubre una extremidad (o, en algunos casos, grandes porciones del cuerpo) para estabilizar y sostener a menudo un hueso roto (o huesos), en su lugar hasta que se confirme la curación ósea. Tiene una función similar a una férula. 

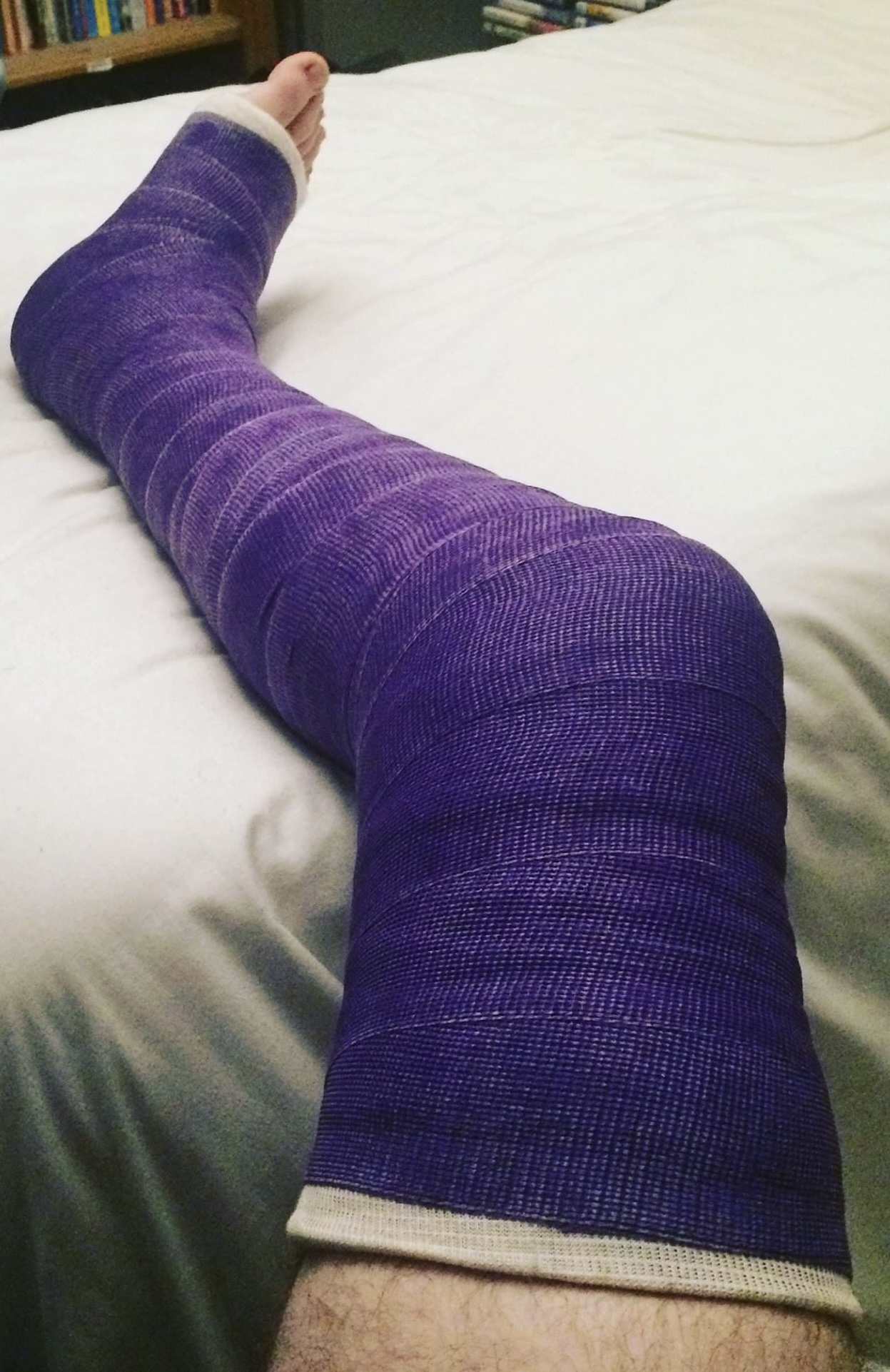
Yeso largo de fibra de vidrio para la pierna que inmoviliza la pierna por una fractura de tibia

Las vendas de yeso consisten en una venda de algodón que se ha combinado con yeso de París, que se endurece después de mojarse. El yeso de París es yeso calcinado (yeso tostado), molido hasta obtener un polvo fino mediante molienda. Cuando se agrega agua, la forma más soluble de sulfato de calcio vuelve a la forma relativamente insoluble y se produce calor.
2 (CaSO4·½ H2O) + 3 H2O → 2 (CaSO4.2H2O) + Calor
El fraguado del yeso no modificado comienza aproximadamente 10 minutos después de mezclarlo y se completa en aproximadamente 45 minutos; sin embargo, el yeso no estará completamente seco durante 72 horas.
También se usa vendajes tejidos de fibra de vidrio impregnados con poliuretano, a veces vendajes de termoplástico. Son más ligeros y se secan mucho más rápido que las vendas de yeso. Sin embargo, el yeso se puede moldear más fácilmente para lograr un ajuste ceñido y, por lo tanto, más cómodo. Además, el yeso es mucho más suave y no engancha la ropa ni desgasta la piel.

## Tipos de yeso

### La extremidad superior

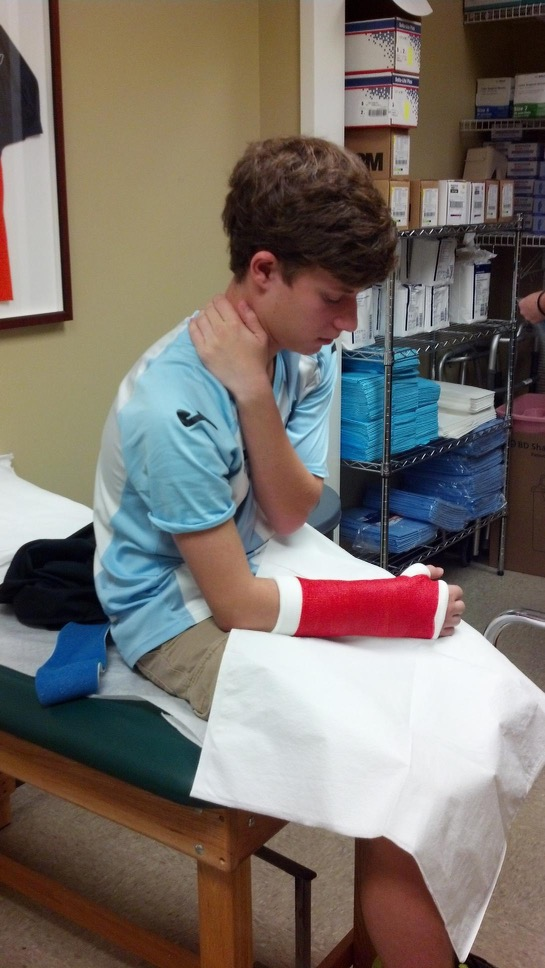
Yeso de brazo corto en un niño.

Los yesos de las extremidades superiores cubren el brazo, la muñeca o la mano. Un yeso largo envuelve el brazo desde la mano hasta aproximadamente 5 cm por debajo de la axila, dejando libres los dedos y pulgares. Por el contrario, un yeso corto para el brazo termina justo debajo del codo. Ambas variedades pueden incluir, dependiendo de la lesión y la decisión del médico, uno o más dedos o el pulgar, en cuyo caso se denomina yeso en espiga del dedo o espiga del pulgar.

### Extremidad baja

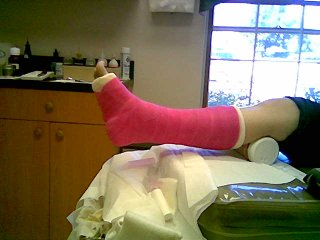
Yeso corto recién aplicado en la pierna.

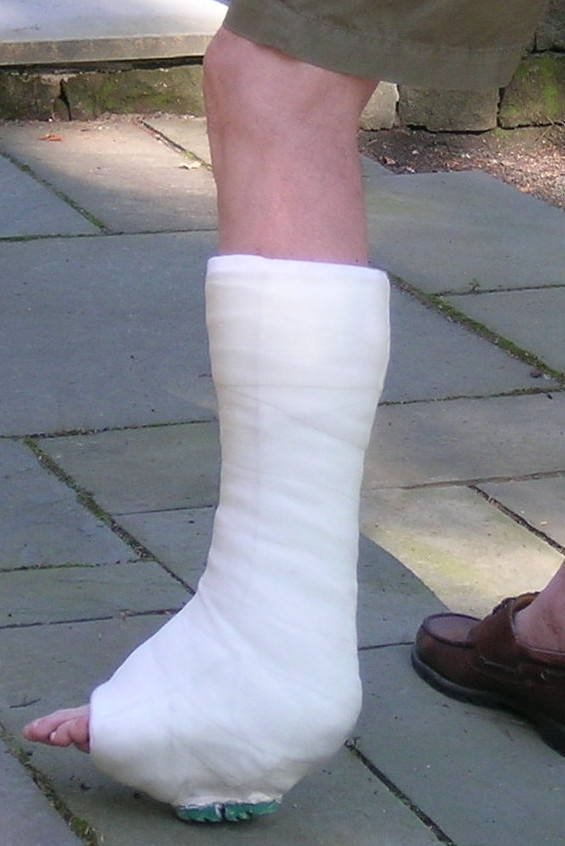
Yeso para caminar con pierna corta.

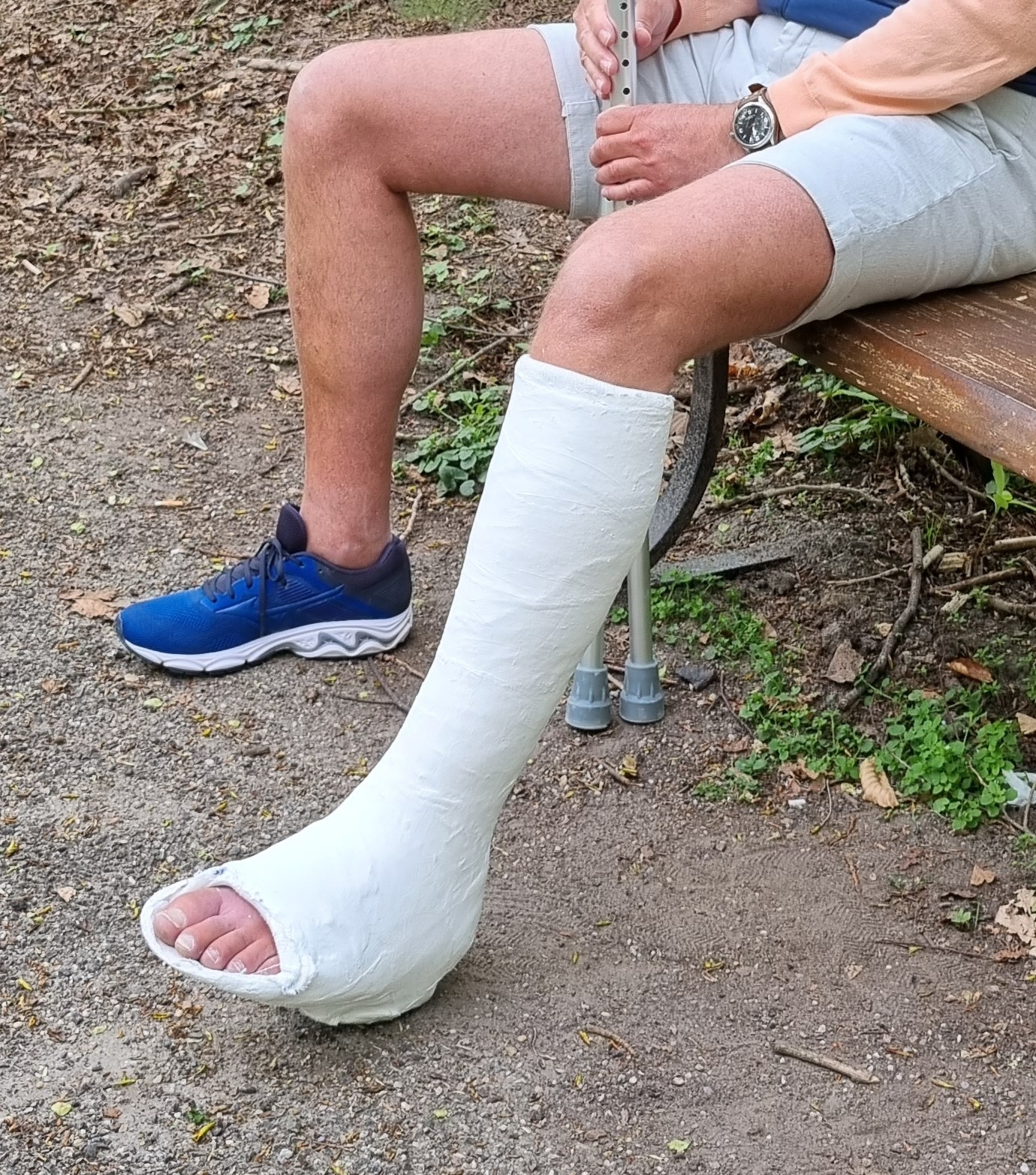
Yeso de París para caminar con pierna corta y puntera.

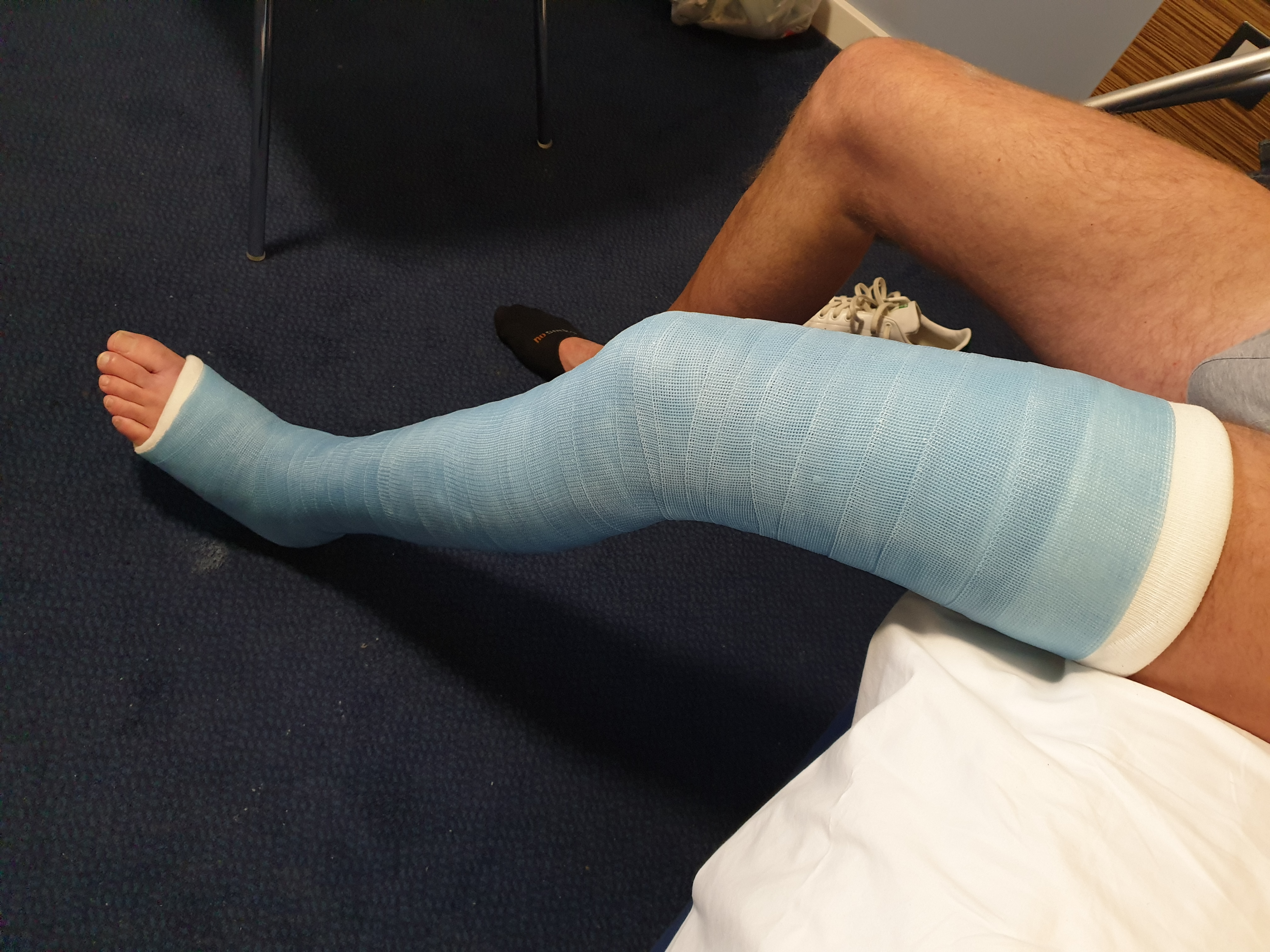
Yeso largo para pierna por fractura de tibia.

Los yesos de las extremidades inferiores se clasifican de manera similar: un yeso que cubre tanto el pie como la pierna hasta la cadera se llama yeso de pierna larga, mientras que un yeso que cubre el pie, el tobillo y la parte inferior de la pierna del paciente que termina debajo de la rodilla se llama yeso de pierna corta. Se puede aplicar un talón para caminar. Estos tacones, cuando se aplican correctamente, elevan los dedos de los pies y ofrecen al usuario la ventaja de mantenerlos alejados de la suciedad y la humedad de la calle. El talón para caminar proporciona una pequeña zona de contacto para el yeso y crea un movimiento de balanceo fluido durante la zancada, ya que el yeso puede girar fácilmente en cualquier dirección. De manera similar, un zapato escayolado que soporte peso (bota escayolada, sandalia escayolada) puede ayudar al paciente a caminar durante la convalecencia. Además, un zapato de yeso puede simplemente proteger el pie enyesado del paciente y al mismo tiempo ayudar a mantener una mejor higiene al evitar que el yeso entre en contacto directo con superficies del suelo potencialmente sucias o húmedas.
Cuando el paciente no deba caminar sobre la extremidad lesionada, se le podrán proporcionar muletas o una silla de ruedas . La parte inferior de la planta del pie de un yeso para la pierna se puede extender y terminar en la punta de los dedos del pie del paciente, para crear un soporte rígido que limite el movimiento de los metatarsianos tanto en los yesos de las piernas que soportan peso como en los que no lo soportan. En la disciplina de la medicina ortopédica, se les conoce como placas de pie. Esta adición se puede aplicar para apoyar y estabilizar aún más los metatarsianos limitando el movimiento mediante un mayor grado de inmovilización, así como para proteger los dedos de los pies de traumatismos contundentes adicionales. Por lo general, se prescriben yesos con placas para los dedos para las lesiones del pie y los metatarsianos. Normalmente, un yeso en la pierna aplicado para el tratamiento de una fractura de tobillo estable no utilizaría el diseño de placa para el dedo porque no hay necesidad de inmovilizar ni limitar el movimiento de los dedos del pie del paciente.

### Cilindro
En algunos casos, un yeso puede incluir la parte superior e inferior del brazo y el codo, pero deja libres la muñeca y la mano, o la parte superior e inferior de la pierna y la rodilla, dejando libres el pie y el tobillo. Un modelo de este tipo puede denominarse modelo cilíndrico. Cuando se incluye la muñeca o el tobillo, se le puede llamar yeso largo para brazo o pierna larga.

### Cuerpo
Los yesos corporales, que cubren el tronco del cuerpo y, en algunos casos, el cuello hasta la cabeza o incluida (ver Minerva Cast, a continuación) o una o más extremidades, se usan con menos frecuencia hoy en día y se usan con mayor frecuencia en los casos. de niños pequeños, en quienes no se puede confiar para que cumplan con un aparato ortopédico en la espalda, o en casos de cirugía radical para reparar una lesión u otro defecto. Un yeso que cubre el tronco (con "correas" sobre los hombros) generalmente se llama chaleco. Suelen ser muy incómodos.

### Elenco EDF
Un yeso EDF (elongación, derotación, flexión) se utiliza para el tratamiento de la escoliosis idiopática infantil. Este método de tratamiento para la corrección fue desarrollado por el especialista en escoliosis del Reino Unido, Min Mehta. La escoliosis es un problema tridimensional que requiere corrección en los tres planos. El método de yeso EDF puede alargar la columna mediante tracción, desrotar la columna/pelvis y mejorar la lordosis y la forma y alineación general del cuerpo.
EDF se diferencia de la fundición Risser. Los yesos EDF se colocan encima o debajo del hombro y tienen una gran abertura en forma de hongo en el frente para permitir una expansión adecuada del pecho. En la parte posterior, hay un pequeño recorte en la concavidad de la curva, que no pasa de la línea media. Se descubrió que la columna se alineaba más con este recorte que sin él, y que ayudaba a corregir la rotación.

### Elenco de espica
Un yeso que incluye el tronco del cuerpo y una o más extremidades es un yeso en espica, al igual que un yeso que incluye el "tronco" del brazo y uno o más dedos o el pulgar. Por ejemplo, una espiga de hombro incluye el tronco del cuerpo y un brazo, generalmente hasta la muñeca o la mano. Las espicas de los hombros casi nunca se ven hoy en día, ya que han sido reemplazadas por férulas y cabestrillos especializados que brindan movilidad temprana de la lesión para evitar la rigidez de las articulaciones después de la curación.
Una espiga de cadera incluye el tronco del cuerpo y una o más piernas. Una espiga de cadera que cubre solo una pierna hasta el tobillo o el pie se llama espiga de cadera única, mientras que una que cubre ambas piernas es espiga de cadera doble. Una espiga de cadera de una longitud y media encierra una pierna hasta el tobillo o el pie y la otra justo por encima de la rodilla. El grado en que la espiga de la cadera cubre el tronco depende en gran medida de la lesión y del cirujano; la espiga puede extenderse sólo hasta el ombligo, permitiendo la movilidad de la columna y la posibilidad de caminar con la ayuda de muletas, o puede extenderse hasta la caja torácica o incluso hasta las axilas en algunos casos raros. Las espicas de cadera son comunes para mantener la reducción de las fracturas femorales y también se usan para dislocaciones congénitas de cadera, principalmente cuando el niño aún es un bebé.
En algunos casos, una espiga de cadera solo puede extenderse hacia abajo por una o más piernas hasta por encima de la rodilla. Ocasionalmente se observa que estos yesos, llamados yesos de pantalón, inmovilizan una columna lumbar o pelvis lesionada, en cuyo caso la porción del tronco del yeso generalmente se extiende hasta las axilas.

#### Movilidad e higiene
La movilidad está gravemente restringida por el yeso en espiga de la cadera y caminar sin muletas o andador es imposible porque las caderas no se pueden doblar. Existe un grave peligro de caída si el paciente con un yeso en espiga de cadera intenta ponerse erguido para caminar sin ayuda porque carece de la capacidad de controlar el equilibrio. Los pacientes normalmente permanecen en una cama o dependen de una silla de ruedas reclinable o un cochecito para niños. Los niños con yesos en espiga a veces pueden aprender a moverse deslizándose en patinetas o arrastrándose por el suelo. Algunos niños incluso aprenden a caminar apoyándose contra los muebles. Un niño con un yeso en espiga siempre debe ser supervisado y siempre se debe considerar la seguridad cuando se encuentra en una fase móvil de su curación para evitar volver a lesionarse o dañar el yeso. Muchos yesos en espica tienen una barra espaciadora entre las piernas para ayudar a fortalecer el yeso y sostener las piernas en las posiciones adecuadas. Es importante al mover al paciente enyesado no levantarlo por esta barra espaciadora, ya que puede romperse y esto podría causar lesiones al paciente. Para facilitar el uso del baño o el cambio de pañales y la limpieza higiénica, se crea una abertura en el yeso en la ingle. La abertura normalmente se denomina "abertura perineal". Se forma durante la aplicación del yeso o después de la aplicación del yeso cortando el orificio con la sierra para yeso. Luego se debe recubrir o revestir la abertura para mantener esta área del yeso limpia y seca. Debido a que las caderas no se pueden doblar, usar el baño es difícil, si no imposible. Por lo tanto, es necesario que el paciente utilice pañal, cuña o catéteres para gestionar la eliminación de desechos corporales. El baño debe realizarse mediante baños de esponja. El cabello se puede lavar con champú utilizando lavabos de plástico debajo de la cabeza. Para lavar el cabello con champú de un niño, se puede levantar al niño y colocarlo sobre la encimera de la cocina y sostener su cabeza sobre el fregadero de la cocina.

### Otros elencos
El yeso Minerva y el yeso Risser se utilizan para proteger una columna lesionada o como parte del tratamiento de una deformidad de la columna (véase escoliosis), pero hoy en día se ven con menos frecuencia. El yeso Minerva incluye el tronco del cuerpo (a veces se extiende hasta la caja torácica), así como la cabeza del paciente, con aberturas para la cara, las orejas y, a veces, la parte superior de la cabeza y el cabello del paciente. El yeso de Risser era similar y se extendía desde las caderas del paciente hasta el cuello y, en ocasiones, incluía parte de la cabeza. Ambos yesos se podían colocar, con cuidado y con el permiso del médico, durante la convalecencia. Sin embargo, en algunos casos el elenco de Risser se extendería a uno o más pantalones, en cuyo caso la movilidad era mucho más restringida.
Además de las formas comunes mencionadas previamente, los yesos corporales pueden presentarse en una amplia variedad de tamaños y configuraciones. Por ejemplo, durante el período comprendido entre 1910 y 1970, era habitual utilizar un tipo de yeso conocido como "yeso tensor", el cual empleaba tensores de metal para torcer dos mitades del yeso y enderezar la columna vertebral antes de la cirugía. El yeso tensor no tenía una configuración única y podía ser tan pequeño como una chaqueta corporal dividida por la mitad, o incluir la cabeza, una o ambas piernas hasta las rodillas o los pies, o incluso un brazo hasta el codo o la muñeca.
A pesar de las dimensiones considerables y la inmovilización extrema que presentan algunos yesos, especialmente los utilizados en la década de 1970 o antes, el término popular "yeso de cuerpo completo" resulta inapropiado. La idea popular, impulsada por los medios de comunicación, de un yeso gigantesco que cubre las cuatro extremidades, el tronco y la cabeza (a veces dejando solo pequeñas aberturas para los ojos, la nariz y la boca) es una rareza en la historia médica registrada. Este tipo de yeso a gran escala se encuentra con mayor frecuencia en películas de Hollywood y programas de televisión. El término "yeso corporal" (o "yeso de cuerpo completo") se utiliza ocasionalmente de manera informal por personas no expertas para describir cualquier tipo de yeso corporal o en forma de espiga, desde una simple chaqueta corporal hasta una espiga de cadera más extensa.

## Materiales

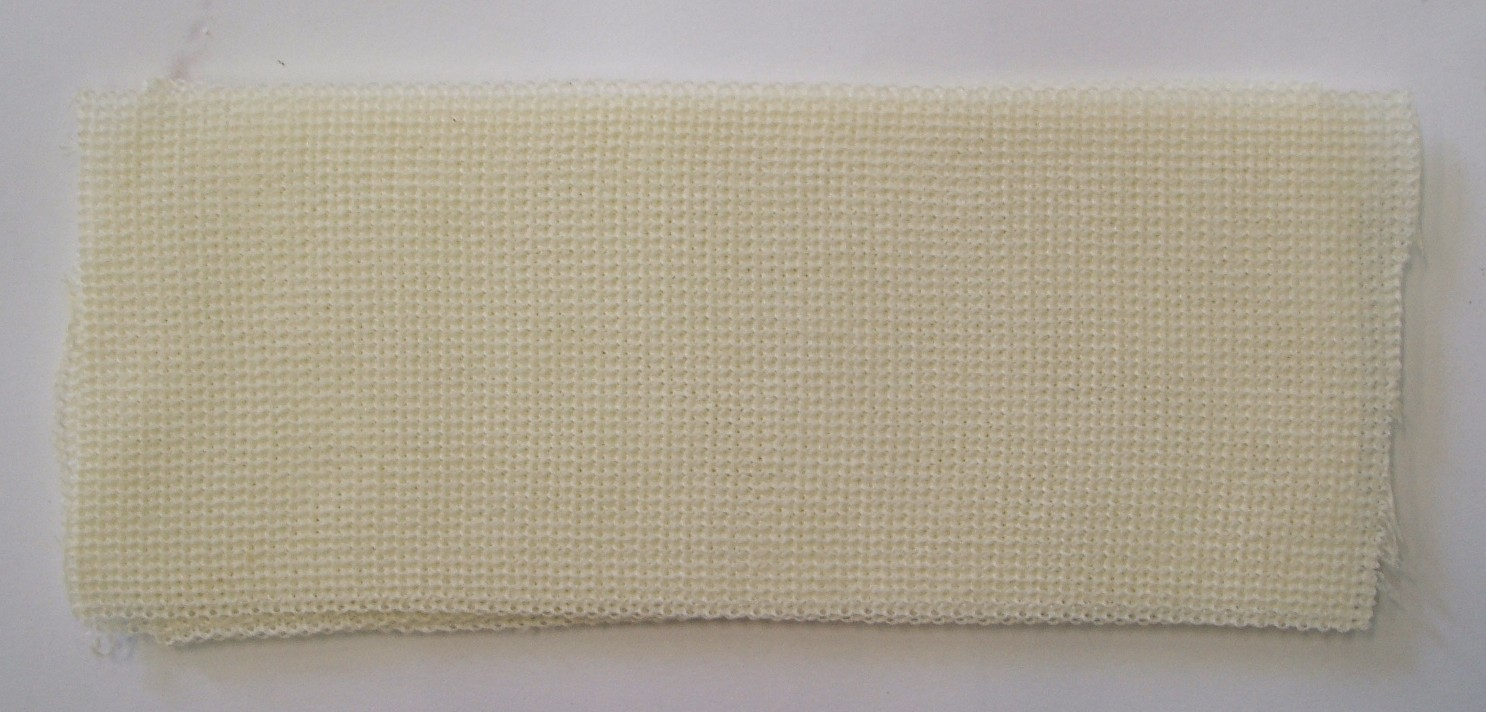
Material de fundición de fibra de vidrio y poliuretano, 4 capas

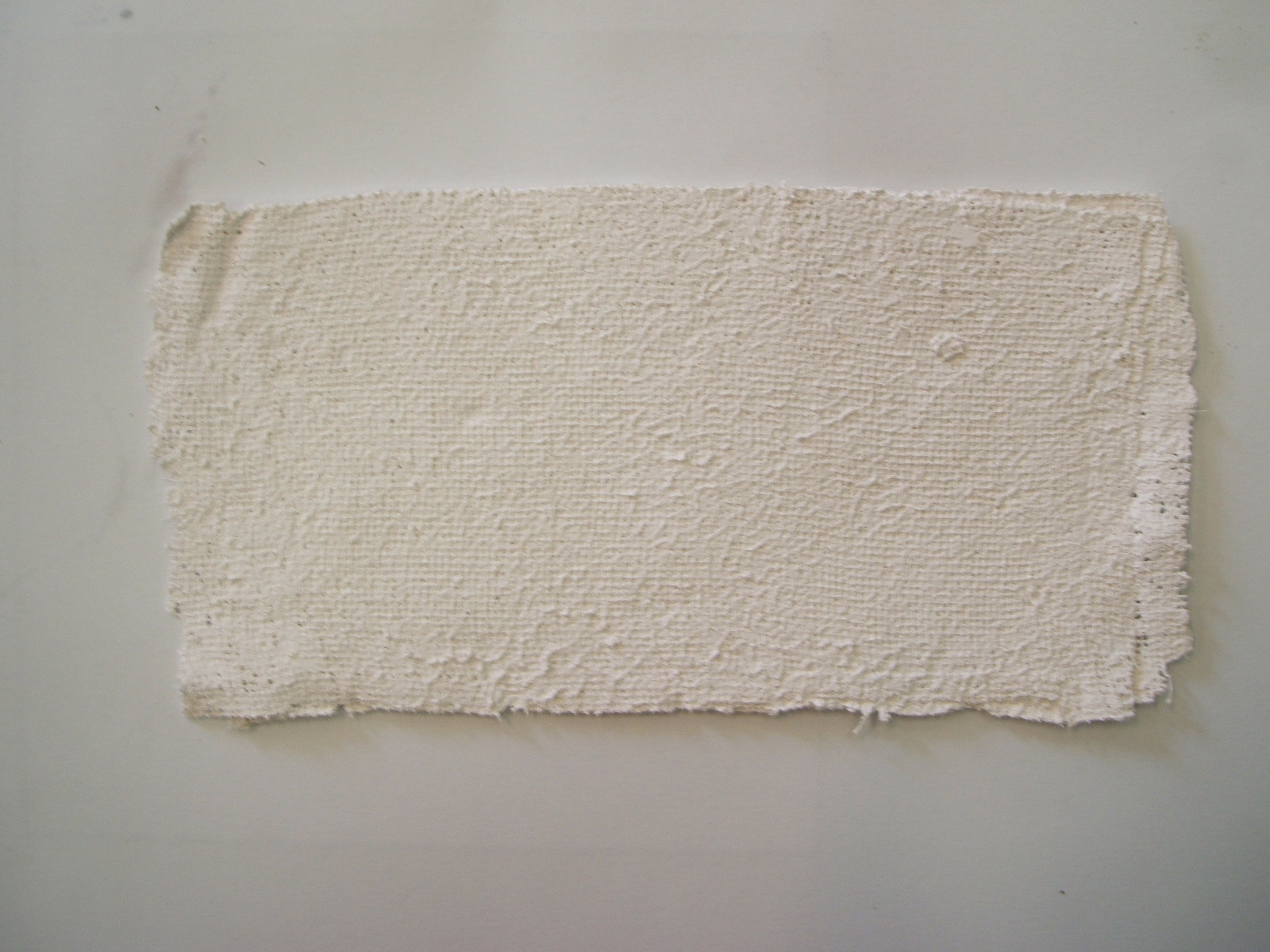
Material de yeso y algodón (yeso), 4 capas

Debido a la naturaleza del vendaje, la extremidad se vuelve inaccesible durante el tratamiento, lo que resulta en la piel seca y escamosa debajo del yeso debido a la acumulación de células cutáneas muertas que no se eliminan adecuadamente. Los yesos de París pueden causar complicaciones cutáneas como maceraciones, ulceraciones, infecciones, erupciones cutáneas, picazón, quemaduras y dermatitis alérgica de contacto, posiblemente relacionadas con la presencia de formaldehído en los vendajes de yeso. En climas cálidos, la infección estafilocócica de los folículos pilosos y las glándulas sudoríparas puede desencadenar una dermatitis severa y dolorosa.
Otras restricciones de los yesos incluyen su peso, que puede ser bastante considerable, limitando así el movimiento, especialmente en un niño. Para quitar el yeso es necesario destruir el yeso mismo. El procedimiento suele ser ruidoso y se utiliza una sierra oscilante especial que puede cortar fácilmente el material duro del molde, pero tiene dificultades para cortar el material blando como el acolchado o la piel del molde. Aunque la extracción suele ser indolora, puede resultar angustiante para el paciente, especialmente los niños. Una sierra para yeso puede cortar, desgastar o quemar la piel, pero esos resultados son poco comunes. Asimismo, si los pacientes mojan los yesos de París, estos se rompen.
Debido a las restricciones del yeso de París, los cirujanos han explorado otros materiales para utilizar como férulas. Uno de los primeros materiales similares al plástico fue la gutapercha, obtenida del látex de árboles en Malasia. Aunque parecía caucho, contenía más resinas. Cuando se secaba, era rígido e inelástico, pero al calentarse se volvía suave y maleable. En 1851, Utterhoeven describió el uso de férulas hechas con este material para tratar fracturas. En la década de 1970, el desarrollo de la cinta de yeso de fibra de vidrio permitió producir un yeso más ligero y duradero que el tradicional, además de ser resistente al agua (aunque los vendajes debajo no lo eran), lo que ayudaba al paciente a ser más activo.
En los años 90, la introducción de un nuevo recubrimiento de yeso supuso que los yesos de fibra de vidrio con este recubrimiento fueran completamente impermeables, lo que permitía a los pacientes bañarse, ducharse y nadar mientras llevaban puesto un yeso. No obstante, este recubrimiento impermeable añade aproximadamente dos o tres minutos más al tiempo de aplicación del yeso y aumenta su coste. Sin embargo, el tiempo de secado puede resultar lo suficientemente incómodo como para justificar el uso de un yeso y una venda protectora contra la humedad. Estas cubiertas impermeables permiten bañarse y ducharse mientras se lleva puesto un yeso o un yeso de fibra de vidrio. La cubierta impermeable del yeso se mantiene ajustada alrededor del yeso y evita que el agua lo alcance mientras el paciente está en contacto con el agua. La funda se puede quitar fácilmente para que se seque y se puede reutilizar con frecuencia.

### Revestimiento fundido
Los revestimientos de yeso comúnmente están hechos de algodón, aunque también se pueden encontrar materiales de revestimiento impermeables.

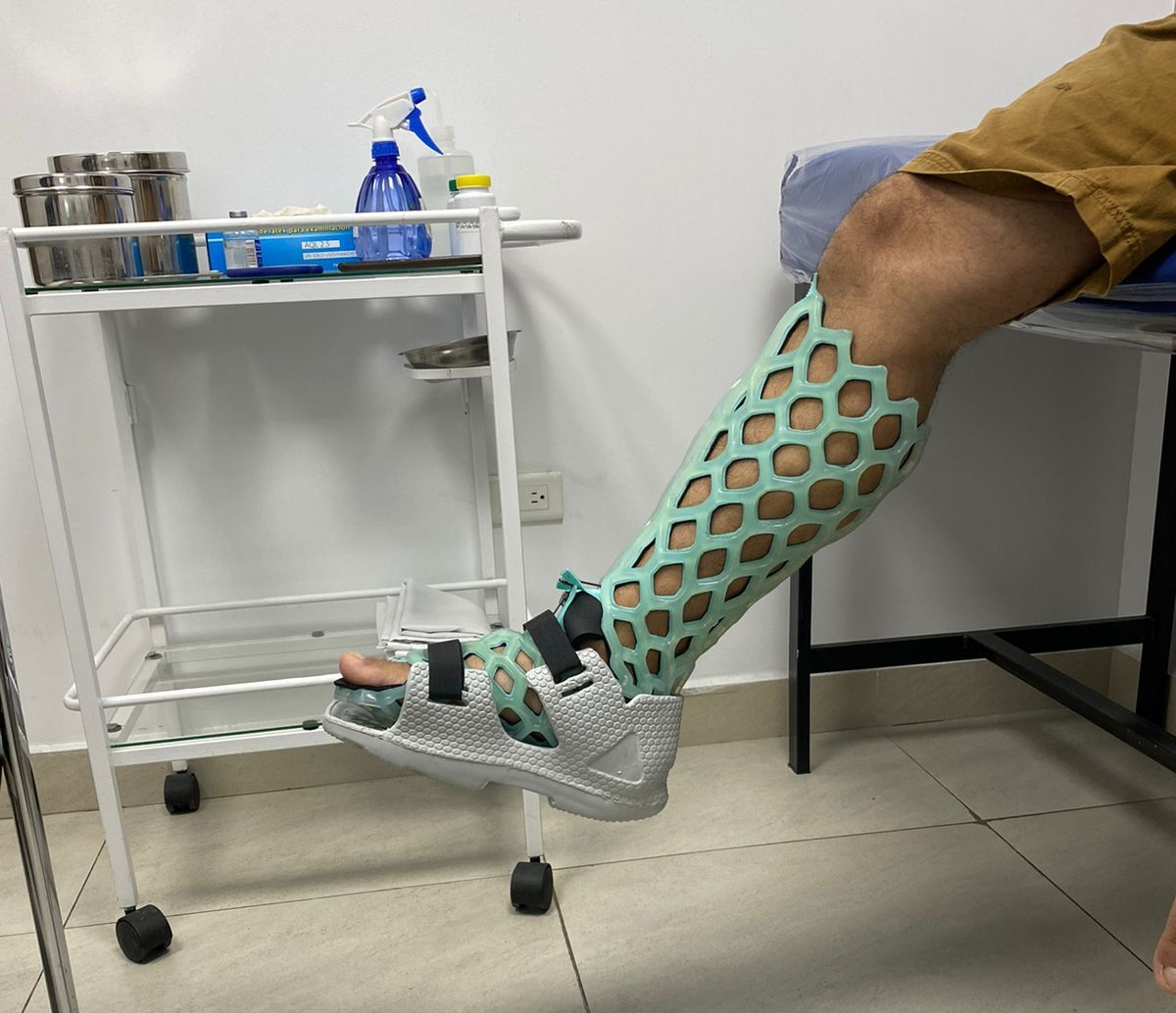
Yeso ortopédico FlexiOH para fractura de pie y tobillo

### Yesos lavables
Existen ciertos yesos lavables, como el FlexiOH, que ofrecen una adecuada ventilación y mantienen una buena higiene de la piel. Gracias a este tipo de yeso, los pacientes tienen la posibilidad de bañarse y salir bajo la lluvia sin problemas. Estos yesos presentan ventajas que brindan a los pacientes un tratamiento superior en comparación con los yesos convencionales, como el yeso de París o la fibra de vidrio. Se trata de una tecnología de resina especializada de fotocurado para la inmovilización ortopédica de próxima generación, que permite una forma impermeable, lavable, liviana, resistente y cómoda de recuperarse de las fracturas.

## Remoción

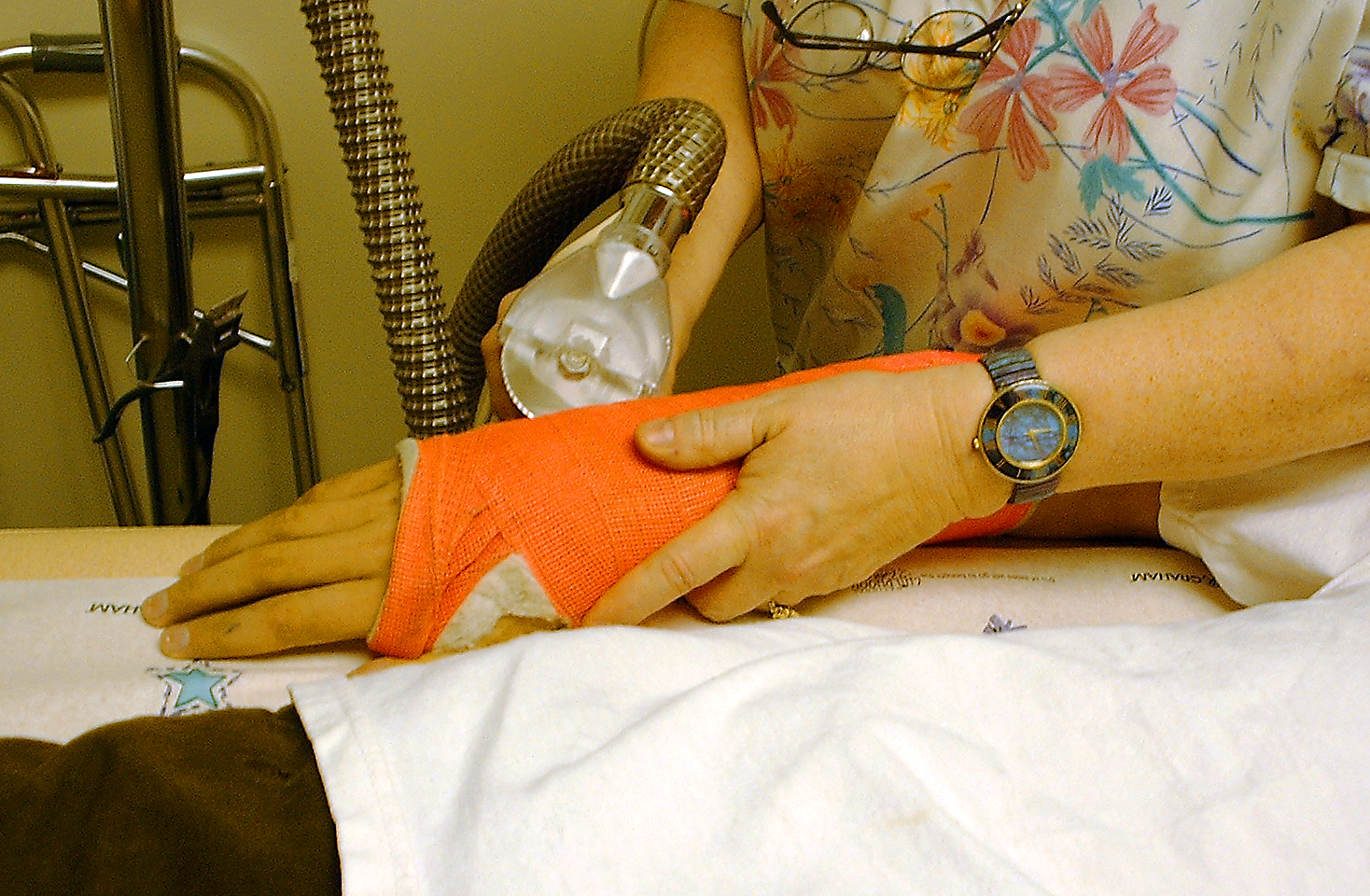
Un yeso naranja de brazo corto con una capa superior de fibra de vidrio que se corta y se retira con una sierra para yeso especializada.

Los yesos generalmente se quitan mediante perforación usando una sierra para yeso, una sierra oscilante diseñada para cortar material rígido como yeso o fibra de vidrio sin dañar los tejidos blandos. Las tijeras operadas manualmente, patentadas en 1950 por Neil McKay, pueden usarse en pacientes pediátricos u otros pacientes que puedan verse afectados por el ruido de la sierra.

## Historia

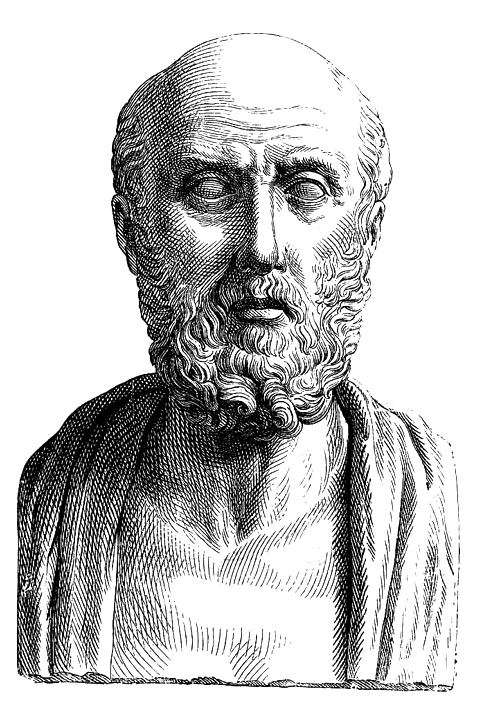
Hipócrates: una imagen convencionalizada en un busto "retrato" romano (grabado del)

Los primeros métodos para sujetar una fractura reducida implicaban el uso de férulas. Se trata de tiras rígidas colocadas paralelas entre sí a lo largo del hueso. Los antiguos egipcios utilizaban tablillas de madera hechas de corteza envueltas en lino. También utilizaron vendajes rígidos como soporte que probablemente derivaban de técnicas de embalsamamiento. Es evidente el uso de yeso de París para revestir paredes, pero parece que nunca se utilizó para vendajes. Los antiguos hindúes trataban las fracturas con tablillas de bambú, y los escritos de Hipócrates analizan el tratamiento de las fracturas con cierto detalle, recomendando tablillas de madera más ejercicio para prevenir la atrofia muscular durante la inmovilización. Los antiguos griegos también usaban ceras y resinas para crear vendajes rígidos y el romano Celso, que escribió en el año 30 d. C., describe cómo usar férulas y vendajes rígidos con almidón. Los médicos árabes utilizaban cal derivada de conchas marinas y albúmina de claras de huevo para endurecer los vendajes. La Escuela Italiana de Salerno en el siglo XII recomendaba vendajes endurecidos con una mezcla de harina y huevo, al igual que los hueseros europeos medievales, que utilizaban yesos hechos de clara de huevo, harina y grasa animal. En el siglo XVI, el famoso cirujano francés Ambroise Paré (1517-1590), que defendió tratamientos más humanos en medicina y promovió el uso de miembros artificiales, hizo moldes de cera, cartón, tela y pergamino que se endurecían a medida que se secaban.
Todos estos métodos tenían sus ventajas, pero el método estándar para la curación de las fracturas era el reposo en cama y la restricción de la actividad. La búsqueda de un método más sencillo y que requiriera menos tiempo condujo al desarrollo de los primeros apósitos oclusivos modernos, endurecidos al principio con almidón y más tarde con yeso de París. El tratamiento ambulatorio de las fracturas fue el resultado directo de estas innovaciones. La innovación del elenco moderno se remonta, entre otros, a cuatro cirujanos militares, Dominique Jean Larrey, Louis Seutin, Antonius Mathijsen y Nikolai Ivanovich Pirogov.
Dominique Jean Larrey (1768–1842) nació en un pequeño pueblo del sur de Francia. Primero estudió medicina con su tío, un cirujano en Toulouse. Después de un breve período de servicio como cirujano naval, regresó a París, donde quedó atrapado en la agitación de la Revolución Francesa, estando presente en la toma de la Bastilla. A partir de entonces, hizo carrera como cirujano en los ejércitos revolucionarios y napoleónicos de Francia, a los que acompañó por toda Europa y Oriente Medio. Como resultado, Larrey acumuló una vasta experiencia en medicina y cirugía militar. Uno de sus pacientes después de la batalla de Borodino en 1812 fue un oficial de infantería a quien le amputaron el brazo a la altura del hombro. El paciente fue evacuado inmediatamente después de la operación y pasó desde Rusia, pasando por Polonia y Alemania. Cuando le quitaron el vendaje a su llegada a su casa en Francia, la herida ya había cicatrizado. Larrey concluyó que el hecho de que la herida no hubiera sido tocada había facilitado la curación. Después de la guerra, Larrey comenzó a endurecer las vendas utilizando alcohol alcanforado, acetato de plomo y claras de huevo batidas en agua.
Louis Seutin (1793-1865) de Bruselas introdujo un método mejorado. En 1815, Seutin había servido en los ejércitos aliados en la guerra contra Napoleón y se encontraba en el campo de Waterloo. En el momento en que se desarrolló su vendaje, era cirujano jefe del ejército belga. El "vendaje amidonnee" de Seutin consistía en tablillas de cartón y vendajes empapados en una solución de almidón y aplicados húmedos. Estos apósitos requirieron de 2 a 3 días para secarse, dependiendo de la temperatura y humedad del entorno. La sustitución del almidón por dextrina, defendida por Velpeau, el hombre ampliamente considerado como el principal cirujano francés de principios del siglo XIX, redujo el tiempo de secado a 6 horas. Aunque esto fue una gran mejora, todavía fue mucho tiempo, especialmente en el duro ambiente del campo de batalla.
Sampson Gamgee proporcionó una buena descripción de la técnica de Seutin, quien la aprendió de Seutin en Francia durante el invierno de 1851-1852 y promovió su uso en Gran Bretaña. Inicialmente, la extremidad estaba envuelta en lana, especialmente sobre las protuberancias óseas. Luego se cortó cartón para formar una férula y se humedeció para poder amoldarlo a la extremidad. Luego, la extremidad se envolvió en vendajes antes de aplicar una capa de almidón a la superficie exterior. La técnica de Seutin para la aplicación del aparato de almidón formó la base de la técnica que se utiliza hoy en día con los apósitos de yeso de París. El uso de este método permitió la movilización temprana de pacientes con fracturas y una marcada reducción del tiempo hospitalario requerido.

### Moldes de yeso

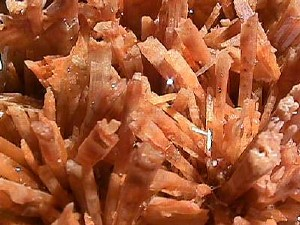
Yeso de Nueva Gales del Sur, Australia

Aunque estos vendajes supusieron una mejora con respecto al método de Larrey, estaban lejos de ser ideales. Requerían mucho tiempo para su aplicación y secado y, a menudo, se encogían y deformaban. Alrededor de 1800, un diplomático británico, el cónsul William Eton, despertó gran interés en Europa al describir un método de tratamiento de fracturas que había observado en Turquía. Observó que se moldeó yeso (yeso de París) alrededor de la pierna del paciente para provocar la inmovilización. Si el yeso se aflojaba debido a atrofia o reducción de la hinchazón, se agregaba yeso adicional para llenar el espacio. Sin embargo, la adaptación del uso del yeso de París al uso en hospitales llevó algún tiempo. En 1828, los médicos de Berlín trataban fracturas de piernas alineando los huesos en una caja larga y estrecha que llenaban con arena húmeda. La sustitución de la arena por yeso de París fue el siguiente paso lógico. Sin embargo, estos yesos no tuvieron éxito ya que el paciente tuvo que guardar cama debido a que los yesos eran pesados y engorrosos.
Dos cirujanos del ejército introdujeron vendajes de yeso de París en diferentes formas, uno en una estación base en tiempos de paz y otro en servicio activo en el frente. Antonius Mathijsen (1805–1878) nació en Budel, Países Bajos, donde su padre era el médico del pueblo. Se educó en Bruselas, Maastricht y Utrecht obteniendo el título de doctor en medicina en Gissen en 1837. Pasó toda su carrera como médico en el ejército holandés. Mientras estaba destinado en Haarlem en 1851, desarrolló un método para aplicar vendajes de yeso de París. El 30 de enero de 1852 se publicó una breve nota que describe su método; Poco después le siguieron relatos más completos. En estos relatos Mathijsen destacó que sólo se necesitaban materiales sencillos y que el vendaje se podía aplicar rápidamente sin ayuda. Los vendajes se endurecieron rápidamente, proporcionaron un ajuste exacto y se podían dividir o bivalvar (cortar para aliviar la tensión) fácilmente. Mathijsen utilizó materiales de tejido tosco, generalmente lino, en los que se había frotado minuciosamente yeso seco de París. Luego se humedecieron los vendajes con una esponja o cepillo húmedo a medida que se aplicaban y se frotaron con la mano hasta que endurecieran.
Los apósitos de yeso de París fueron empleados por primera vez en el tratamiento de víctimas en masa en la década de 1850 durante la Guerra de Crimea por Nikolai Ivanovich Pirogov (1810-1881). Pirogov nació en Moscú y allí recibió su educación inicial. Después de obtener un título de médico en Dorpat (ahora Tartu, Estonia), estudió en Berlín y Göttingen antes de regresar a Dorpat como profesor de Cirugía. En 1840 se convirtió en profesor de cirugía en la Academia de Medicina Militar de San Petersburgo. Pirogov introdujo el uso de anestesia con éter en Rusia e hizo importantes contribuciones al estudio de la anatomía humana transversal. Con la ayuda de su mecenas, la gran duquesa Helene Pavlovna, introdujo enfermeras en los hospitales militares al mismo tiempo que Florence Nightingale iniciaba un programa similar en los hospitales militares británicos.

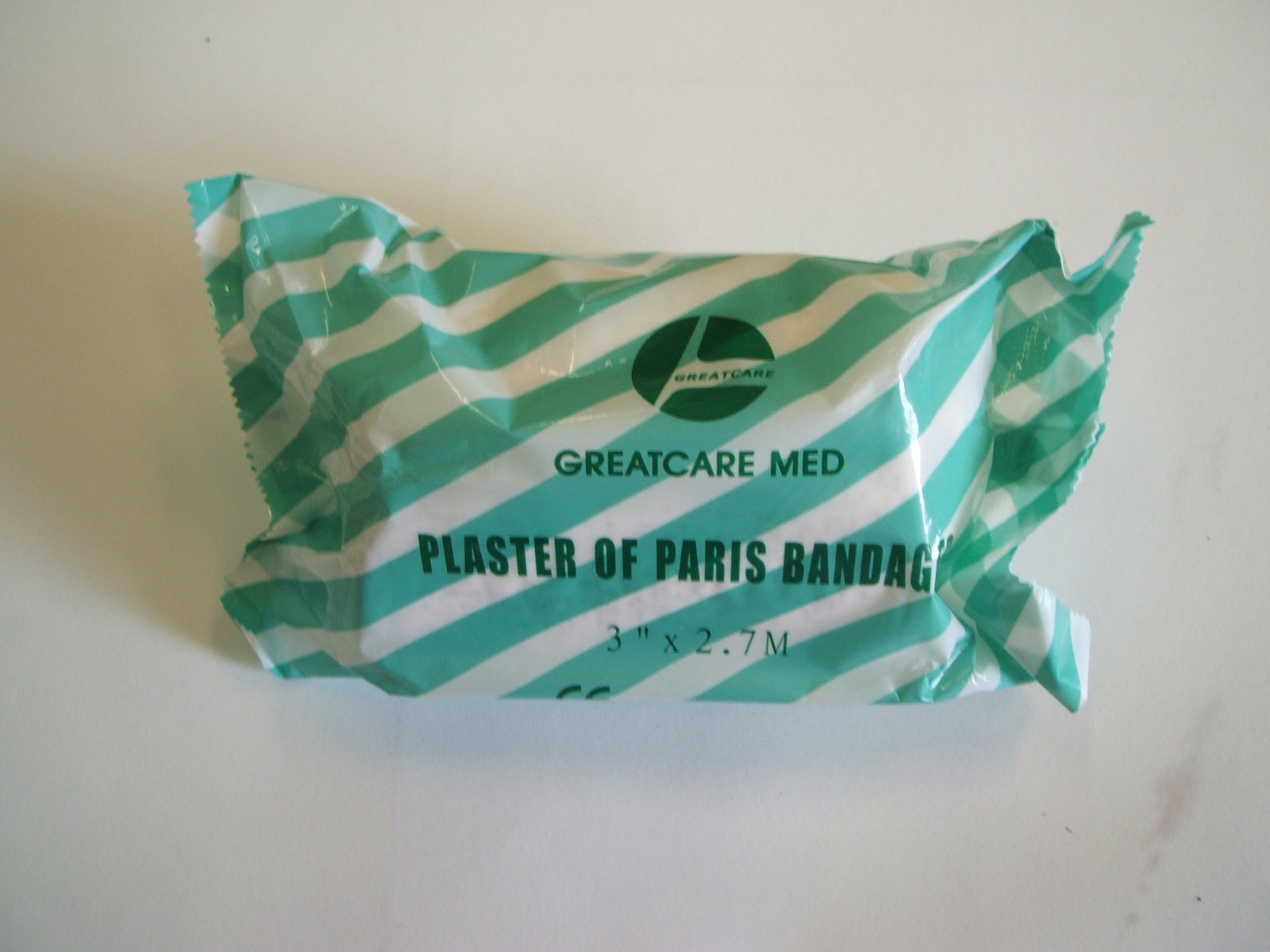
Un vendaje impregnado de yeso c. 2005, todavía en su embalaje.

Seutin había viajado por Rusia demostrando su "vendaje almidonado", y su técnica había sido adoptada tanto por el ejército como por la marina rusa en 1837. Pirogov había observado el uso de vendas de yeso de París en el estudio de un escultor que utilizaba tiras de lino empapadas en yeso de París líquido para hacer modelos (esta técnica, llamada "modroc", sigue siendo popular). Pirogov desarrolló sus propios métodos, aunque conocía el trabajo de Mathijsen. El método de Pirogov consistía en empapar un paño grueso en una mezcla de yeso de París inmediatamente antes de aplicarlo en las extremidades, que estaban protegidas con medias o algodones. Se reforzaron grandes apósitos con trozos de madera.
A medida que pasó el tiempo y el método se generalizó, surgieron algunos desacuerdos en cuanto a los problemas asociados con cortar el contacto del aire con la piel, y también se realizaron algunas mejoras. Con el tiempo, el método de Pirogov dio paso al de Mathijsen. Entre las mejoras sugeridas ya en 1860 estaba la de hacer que el vendaje fuera resistente al agua pintando el yeso seco de París con una mezcla de goma laca disuelta en alcohol. Las primeras vendas comerciales no se produjeron hasta 1931 en Alemania y se llamaron Cellona. Antes los vendajes se hacían a mano en los hospitales.
Cuando se aplica un yeso, este se expande aproximadamente un 0,5%. Cuanto menos agua se utiliza, más expansión lineal se produce. Se puede utilizar sulfato de potasio como acelerador y borato de sodio como retardador para controlar el tiempo de fraguado.